# Islas Guy Fawkes
Islas Guy Fawkes es el nombre que recibe un grupo de dos islas en forma de media luna y dos pequeñas rocas al noroeste de la Isla de Santa Cruz, en las Islas Galápagos, que forman parte del Ecuador. Se encuentran deshabitadas, pero son conocidas por ser utilizadas por los buceadores que entre otras cosas observan los zoantídeos bajo el agua cerca de las islas. Tienen una altura aproximada de 15 metros.
William Beebe visitó las islas y hace mención de ellas en su libro sobre las islas:"Galápagos: el fin del mundo" (Galapagos: World's End), Describió unos acantilados majestuosos que están hechos de capas estratificadas de toba volcánica. También tomó nota de una población de lobos marinos.
Las islas son quizás más reconocidas por su particular nombre, que se deriva de una controvertida figura histórica inglesa Guy Fawkes, el hombre que les da su nombre era un revolucionario católico que había intentado llevar a cabo la Conspiración de la pólvora en 1605.

## Islas
| Nombre                  | Coordenadas geográficas                     | Superficie |
| ----------------------- | ------------------------------------------- | ---------- |
| Islote Guy Fawkes Este  | 00°29′57″S 90°30′49″O / -0.49917, -90.51361 | 1,2 ha     |
| Islote Guy Fawkes Norte | 00°29′46″S 90°30′55″O / -0.49611, -90.51528 | 0,23 ha    |
| Islote Guy Fawkes Oeste | 00°30′10″S 90°31′44″O / -0.50278, -90.52889 | 3,4 ha     |
| Islote Guy Fawkes Sur   | 00°30′55″S 90°31′34″O / -0.51528, -90.52611 | 3,3 ha     |